# Xylobium coelia
Xylobium coelia är en orkidéart som först beskrevs av Heinrich Gustav Reichenbach och Josef Ritter von Rawicz Warszewicz, och fick sitt nu gällande namn av Robert Allen Rolfe. Xylobium coelia ingår i släktet Xylobium och familjen orkidéer. Inga underarter finns listade i Catalogue of Life.